# Franz Pöhacker
Franz Pöhacker (* 10. Februar 1927 in Graz; † 12. April 2021) war ein österreichischer Bildhauer.

## Leben
Franz Pöhacker wurde 1927 in Graz geboren und kam 1933 nach Hall in Tirol. Er absolvierte von 1944 bis 1947 die Bundesgewerbeschule in Innsbruck bei Hans Pontiller und Helmut Rehm und studierte von 1950 bis 1957 an der Akademie der Bildenden Künste Wien bei Franz Santifaller und Fritz Wotruba. Seit 1959 war er als freischaffender Bildhauer in Hall tätig. Von 1972 bis 1992 unterrichtete er zudem Bildnerische Erziehung am Franziskanergymnasium in Hall.

## Ausstellungen
- Galerie Elefant, Landeck, 1972
- Tiroler Landesmuseum Ferdinandeum, 2008
- Stadtmuseum Hall, Burg Hasegg, 2017
- Rabalderhaus, Schwaz, 2019[3]

## Werke

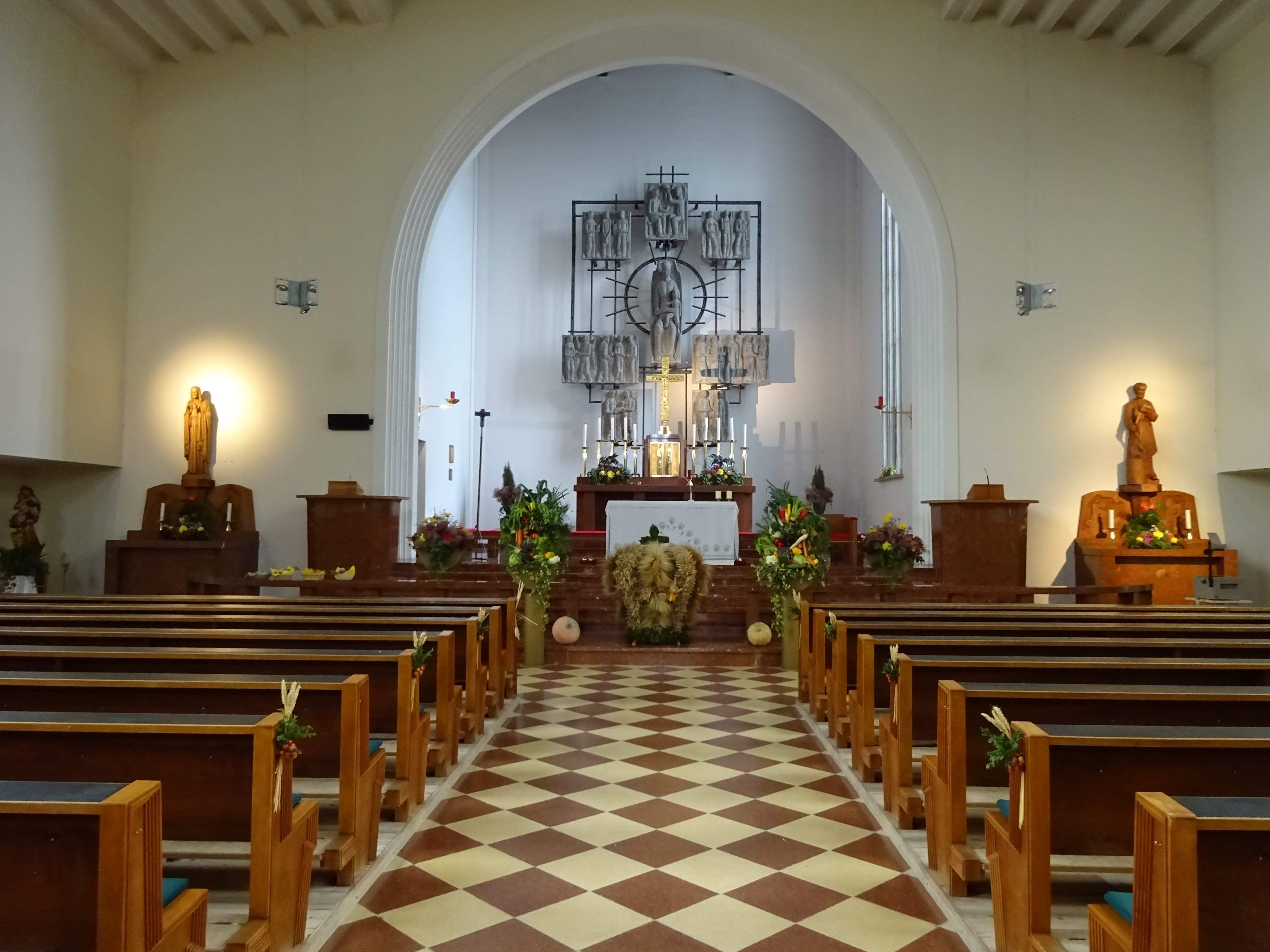
Altarwand, Pfarrkirche Langenhart (2015)

- Altarwand mit Reliefs das Lebens des heiligen Josef und des heiligen Franz von Assisi, St.-Josef-am-Wolfersberg-Kirche, Wien-Penzing (mit Heinrich Tahedl)
- Altarrelief mit Szenen aus dem Leben Mariens, Pfarrkirche Langenhart, um 1957[4]
- Bronzegedenktafel für Georg Bucher am ehem. Gasthof Dollinger, Axams, 1959[5]
- Gedenktafel für Josef Abenthung am Haus Kirchstraße 4, Götzens, um 1960[6]
- Figurenfries über dem Eingang, Reithmanngymnasium, Innsbruck, 1965[2]
- Reliefs im Foyer des Tiroler Landestheaters, 1967[7][2]
- Bronzeskulptur Die Gebündelten, Vorplatz des Kraftwerksgebäudes Prutz, 1966[8]
- Große Erdfrau, Universitätsklinik Innsbruck, 1971
- Lebenszeichen, Frauen- und Kopfklinik, Innsbruck, 1986
- Neugestaltung des Altarbereiches der Franziskanerkirche Schwaz, 1991[9]
- Die große Kristalline, Kongresshaus Innsbruck, 1995